# Rivière à Pierre (rivière Batiscan)
Pour les articles homonymes, voir Rivière à Pierre.
La rivière à Pierre est un affluent de la rive Est de la rivière Batiscan, coulant dans les territoires non organisés du Lac-Blanc et de Linton , ainsi que dans la municipalité de Rivière-à-Pierre, dans la municipalité régionale de comté (MRC) de Portneuf, dans la région administrative de la Capitale-Nationale, dans la province de Québec, au Canada.
Le cours de la rivière à Pierre descend du côté nord-est de la rivière Batiscan et du fleuve Saint-Laurent. Cette rivière fait partie du bassin versant de la rivière Batiscan laquelle serpente généralement vers le sud, jusqu'à la rive nord de l'estuaire fluvial du Saint-Laurent.
Le cours supérieur de la rivière à Pierre est entièrement en zone forestière jusqu'au Lac du Dépôt; ainsi que la partie inférieure à partir de la décharge du lac Cinquante. La zone agricole est concentrée autour du village de Rivière-à-Pierre. 
Depuis le milieu du XIXe siècle, la foresterie a été l'activité prédominante du bassin versant de la rivière à Pierre. À la fin du XIXe siècle, l'extraction de pierres de marbre s'est développée, ainsi que l'agriculture et les activités récréotouristiques.
Le chemin de fer du Canadien National longe la rivière à Pierre entre la confluence de la rivière Blanche et les rapides Sainte-Anne.

## Géographie
La rivière à Pierre prend sa source dans Linton, au lac Cristal (altitude: 457 m). La décharge de ce lac est située au nord-ouest du centre du village de Saint-Raymond, au nord-est de la confluence de la rivière à Pierre, à la hauteur de Portneuf.
À partir de sa source, la rivière à Pierre coule sur environ 45 km, selon les segments suivants:
- vers le sud-ouest jusqu'à la décharge du lac Clavier venant de l'est puis jusqu'à la décharge des Quatre Lacs venant du nord puis jusqu'à la décharge du lac Veillette venant du nord-ouest) puis  jusqu'au ruisseau Gervais venant du nord;
- vers le nord-ouest jusqu'à la limite de la municipalité de Rivière-à-Pierre en traversant la partie Sud du lac de l'Orignal (altitude: 290 m) jusqu'à son embouchure;
- vers le sud en traversant une petite plaine jusqu'à la confluence de la Petite rivière Batiscan venant de l'est;
- vers le sud-ouest dans une vallée encaissée jusqu'à la rive nord-ouest du lac du Dépôt (altitude: 208 m) puis le traversant sur sa pleine longueur jusqu'à un coude de rivière en recueillant les eaux de la rivière Blanche venant du Nord puis jusqu'à un pont routier en passant au village de Rivière-à-Pierre et en passant sous le pont ferroviaire du Canadien National, jusqu'à un autre pont routier jusqu'à un coude de rivière;
- vers le nord-ouest, en formant trois crochets vers le sud-ouest, jusqu'à la décharge du lac de l'Affût venant du Nord;
- vers le sud-ouest, en traversant une douzaine de chutes et rapides, jusqu'à sa confluence rive gauche avec la rivière Batiscan au sud-ouest de la municipalité de Rivière-à-Pierre en amont de la limite de Notre-Dame-de-Montauban qui coupe la rivière Batiscan, au nord-est de Notre-Dame-de-Montauban et de Lac-aux-Sables[1].

## Toponymie
En 1829, les rapports d'arpentage de Jean-Pierre Proulx indiquent le toponyme « rivière Pierre » et il est aussi mentionné en 1883 et 1884 dans ceux de T. C. de La Chevrotière. Certains auteurs ont associé cette dénomination au pionnier Pierre Beaupré (1884-1920) qui s'établit sur les bords de ce cours d'eau à la fin du XIXe siècle.
Compte tenu de la mention de 1829, le caractère pierreux du lit de la rivière et ses abords rocheux a certainement inspiré les cartographes et les leaders locaux dans la désignation de ce cours d'eau. Les pierres de carrière ne peuvent être liées à l'appellation compte tenu que leur exploitation débuta seulement dans les années 1880.
Le toponyme « rivière à Pierre » a été officialisé le 5 décembre 1968 à la Commission de toponymie du Québec.